# Церковь Святого Павла (Доусон)
Церковь Святого Павла (Доусон-Сити) — историческое здание англиканской церкви расположено на берегу реки Юкон на пересечении Черч Стрит и Фронт Стрит в Доусон-Сити, Юкон, Канада.

## Описание
Церковь была построена в 1902 году архитектором Джеймсом Дж. Пёрденом (англ. James G.Purden) в стиле неоготики. Характерными элементами здания являются готические арочные окна и круглые арочные проемы в башне с глухой аркадой, окна-розы, венецианские окна в апсиде, прямоугольная башня под остроконечной крышей.
Внутренняя отделка выполнена преимущественно из дерева и включает балки, широкие молдинги вокруг окон, дверей и арки алтаря, обшитые панелями двойные двери, а также открытая конструкция крыши. Помимо дерева в отделке присутствует штукатурка и витражи.
Англиканская церковь Святого Павла была признана национальным историческим памятником Канады в 1989 году, поскольку является значимым примером миссионерской церкви в стиле плотницкой готики.